# Teresa Carreño
María Teresa Gertrudis de Jesús Carreño y García de Sena (Caracas, 22 de diciembre de 1853-Nueva York, 12 de junio de 1917) fue una pianista, mezzosoprano y compositora venezolana. Ha sido calificada por varios expertos como la principal pianista de América Latina de los siglos XIX y XX, así como una de las pianistas más importantes del mundo.
A lo largo de su carrera, se convirtió en una pianista virtuosa de renombre internacional y a menudo se la conocía como la «Valquiria del piano». Carreño fue una de las primeras en adoptar las obras de uno de sus estudiantes, el compositor y pianista estadounidense Edward MacDowell (1860-1908) y estrenó varias de sus composiciones en todo el mundo. También interpretó con frecuencia las obras del compositor y pianista noruego Edvard Grieg (1843-1907). Carreño compuso aproximadamente 75 obras para piano solo, voz y piano, coro y orquesta, y conjunto instrumental. Varios compositores dedicaron sus composiciones a Carreño, entre ellos Amy Beach (concierto para piano).

## Biografía

### Primeros Años
Teresa Carreño fue bautizada como María Teresa Gertrudis de Jesús por sus padres, Manuel Antonio Carreño, sobrino de Simón Rodríguez y Clorinda García de Sena y Rodríguez del Toro, prima de María Teresa Rodríguez del Toro y Alaiza, esposa del Libertador Simón Bolívar, en cuyo honor recibió su nombre. Teresa Carreño comenzó sus estudios musicales desde muy temprana edad, al lado de su padre. De hecho, a los cinco años practicaba usando más de 500 ejercicios compuestos por su padre y que se paseaban por las dificultades rítmicas y técnicas más importantes. Estos estudios los continuó con el pianista Jules Hohené, Georges Mathias y más tarde, al trasladarse a Nueva York, con el estadounidense Louis Moreau Gottschalk. A los seis años publicó su primera obra, dedicada a su maestro y titulada "Gottschalk Waltz" Vals de Gottschalk, agotada en tres ediciones sucesivas en un solo año.
En 1862 la familia Carreño García debe abandonar Venezuela por la difícil situación política y económica que atravesaba el país. El 1 de agosto de 1862, la familia parte a Nueva York dejando a la hija mayor, Emilia Carreño Sena, por entonces de 15 años de edad, para contraer nupcias. Llegaron a la ciudad estadounidense el 23 de agosto, e inmediatamente Teresa comenzó a dar pequeños conciertos privados a amigos de la familia, dando a conocer sus progresos con el piano y acrecentando su fama.

### Inicios musicales
Teresa Carreño realizó su primer concierto en público el 25 de noviembre de 1862 en la sala Irving Hall de Nueva York. La crítica fue muy favorable a la artista, hasta el punto tal que, después de este concierto y hasta fin de año, tuvo cinco presentaciones más, recordándose en especial su actuación exitosa en la Academia de Música de Brooklyn.
En el otoño de 1863, ofreció un concierto privado en la Casa Blanca invitada por el entonces presidente estadounidense Abraham Lincoln. Como Carreño sabía que al Presidente Lincoln le gustaba la música compuesta por su maestro Gottschalk, tocó varias piezas de su autoría. Como anécdota refiere el escritor Kenneth Bernard, citando palabras escritas varios años después por la pianista, que la niña se dio cuenta de que el piano del recinto presidencial estaba desafinado y declaró que no tocaría más. Como respuesta, Lincoln le dio unas palmadas en el hombro y le pidió que tocara una de sus canciones favoritas, "The Mocking Bird". Carreño la interpretó entonces con algunas variaciones respecto al tema original

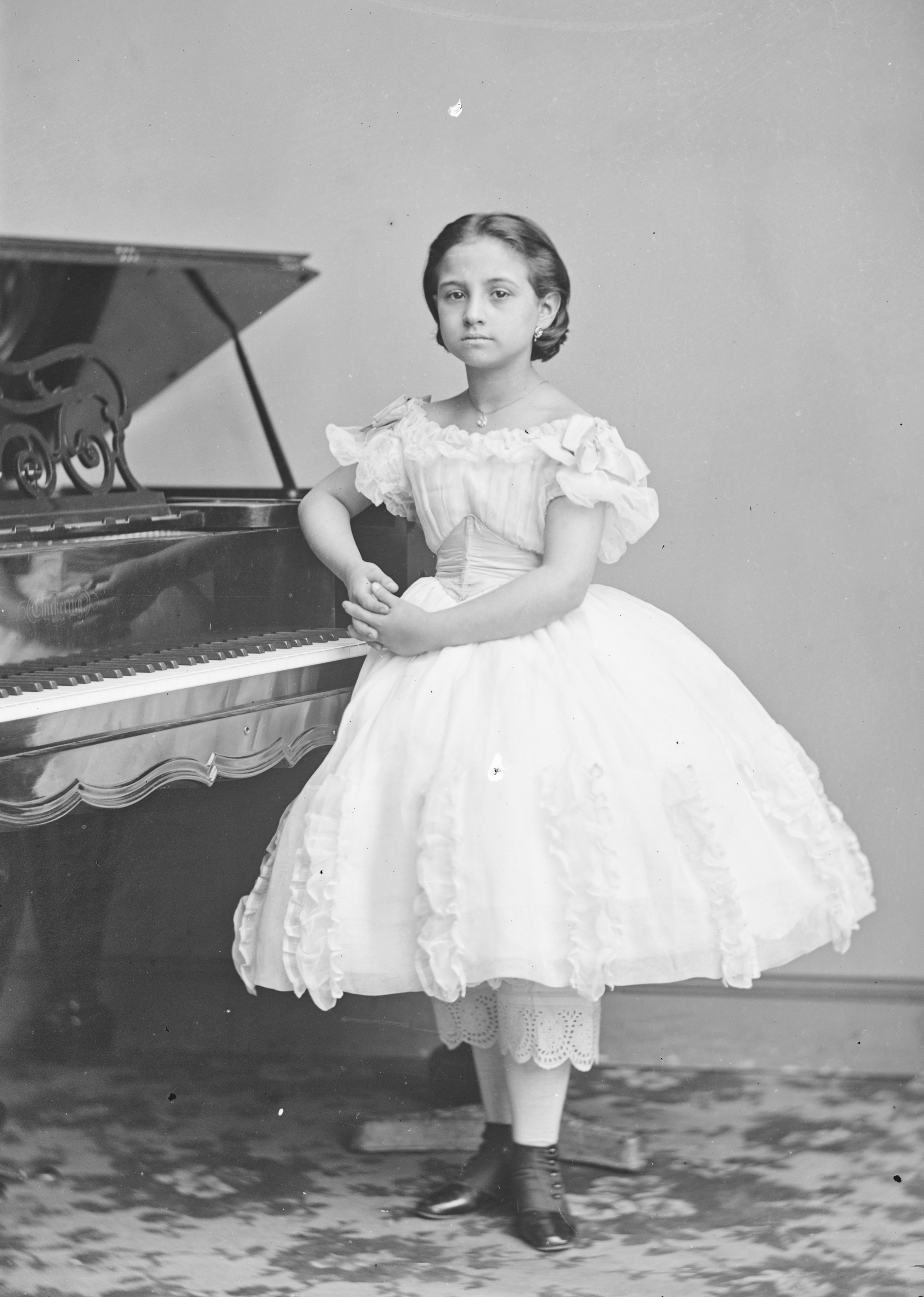
Teresa Carreño a los 8 años.

A los 9 años debuta como solista con la Orquesta Sinfónica de Boston y con la Filarmónica de Londres. A los 13 años, se encuentra con su familia en París, donde conoce a compositores famosos como Rossini, Gounod, y en los siguientes años a Maurice Ravel, Claude Debussy y Vivier. En el salón de Madame Erard tiene la oportunidad de tocar con Franz Liszt, quien queda asombrado con las facultades interpretativas de la niña. Desde esa corta edad realizó giras en Cuba, presentándose en La Habana, Matanzas y Cárdenas. También se presentó en Estados Unidos en las ciudades de Filadelfia, Miami y Baltimore, entre otras. Con el mismo éxito, debutó en París el 3 de mayo de 1866, y a esta actividad le siguieron varias presentaciones que le permitieron introducirse en el medio musical de la capital francesa. En uno de estos conciertos, conoció al destacado compositor y pianista Johannes Brahms, al compositor italiano Gioacchino Rossini y a la cantante de ópera Adelina Patti. Estos dos últimos la motivan para que curse estudios de canto, debutando posteriormente como mezzosoprano en la ópera Los hugonotes, de Giacomo Meyerbeer. 
En 1866 muere su madre en una epidemia de cólera; sin embargo, esto no la detuvo y viajó a España, donde ofreció conciertos en diversas ciudades. Posteriormente, volvió a Estados Unidos para continuar su gira de conciertos.
En 1873, a los 19 años, contrae matrimonio con Emile Sauret, violinista hábil pero persona irresponsable y débil de carácter. El 23 de marzo del año siguiente nace producto de ese matrimonio Emilia Sauret Carreño. Teresa se ve obligada a dejar a su hija al cuidado de la señora Bichoff, una amiga alemana, lo que le permite iniciar su gira con su esposo. Dicha gira resultó un fracaso, y eso, aunado a la pérdida del segundo hijo de Teresa, lleva a la disolución del matrimonio. Por esos días también falleció su padre, Manuel Antonio Carreño, lo que sumió a Teresa bajo una fuerte crisis económica, que no le permitió cubrir los gastos que implicaba la crianza de su hija. Le explicó esta situación a su "amiga" alemana Bichoff; y esta le propuso adoptar a la niña con la condición de que Teresa no la viese más. La pianista no tuvo otra opción que aceptar la propuesta.

### Segundas nupcias

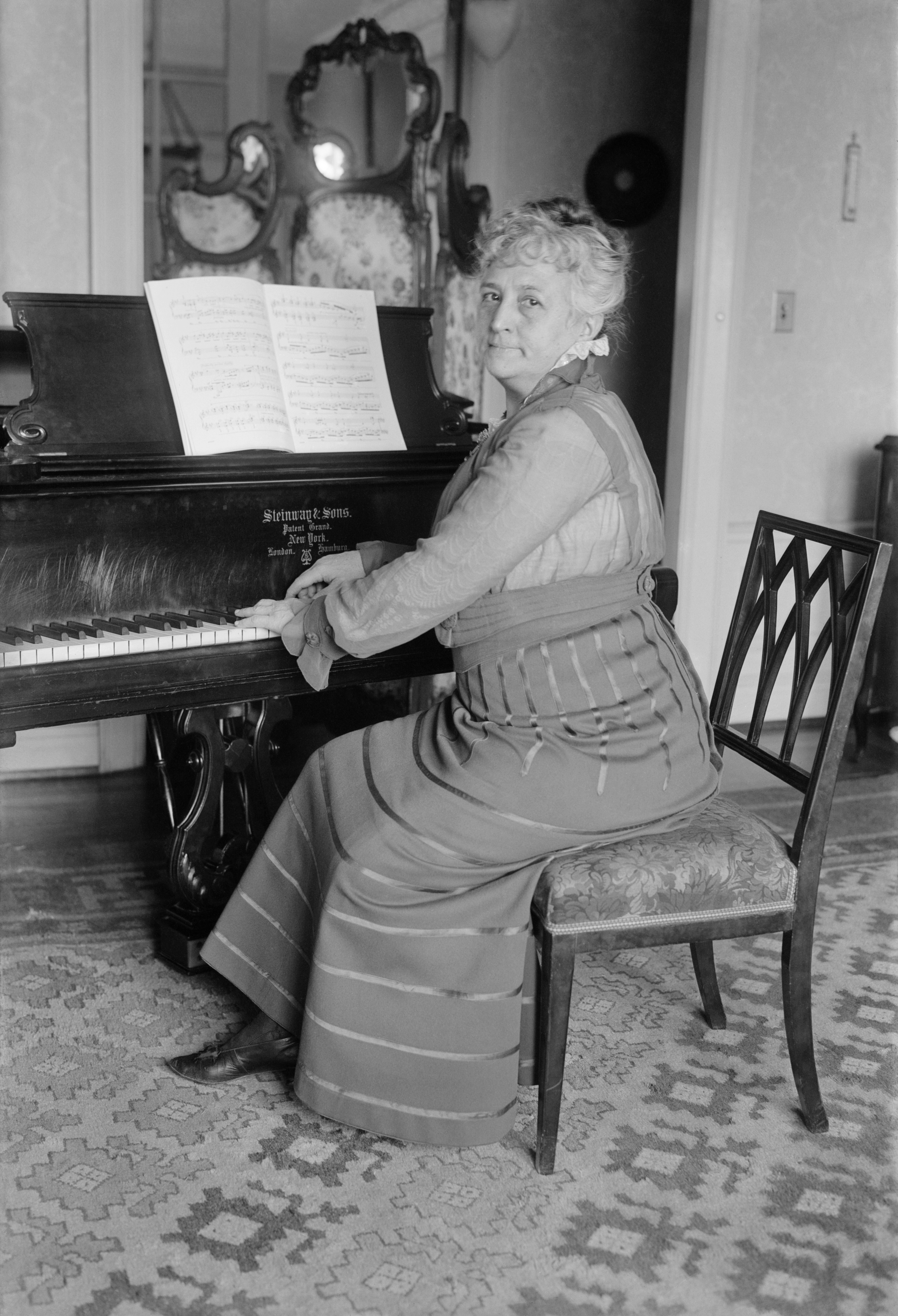
Carreño sentada al piano.

En 1876 Teresa viaja a Boston, presentándose como cantante, y conoce al barítono italiano Giovanni Tagliapietra, integrante de la compañía con la que estaba de gira. Se casan ese mismo año  y fundan una empresa de conciertos, la Carreño-Donaldi Operatic Gem Company. De este matrimonio Teresa da a luz a 3 hijos: Lulú (1878), Teresita (1882) y Giovanni (1885), a quienes Teresa dedicó buena parte de su vida y cuya crianza alternó con sus giras y conciertos por Estados Unidos y Canadá.
Su segunda visita a Venezuela se produce en febrero de 1887, atendiendo a requerimientos artísticos del entonces presidente de aquel país Guzmán Blanco. Una visita con la que, por cierto, no se obtuvieron los resultados esperados por el público caraqueño de la época. Este segundo viaje fue enturbiado por el rotundo fracaso de la compañía de ópera que trajo consigo y por el comportamiento un tanto licencioso de su esposo. Dicha compañía estaba compuesta por 49 músicos que viajaron con la artista para interpretar una ópera italiana financiada por el Gobierno Nacional en el Teatro Guzmán Blanco. La noche de la primera función, el director no se presentó y fue cuando Teresa, obligada por las circunstancias, debuta como directora para no suspender la función de la noche de estreno.
En ambos viajes a Venezuela, Teresa tuvo una permanencia de cerca de un año: de modo que, en sus 63 años de agitada vida, solo 10 transcurrieron en su país natal. Sin embargo, conservó hasta el final de su vida su identidad venezolana. También fue venezolana en sus costumbres y gustos domésticos, en muchos rasgos de su temperamento y aún en ciertos toques de su inspiración como compositora, en los que se advierten claras reminiscencias del merengue venezolano característico de su patria.
En 1889 Teresa se separa de Giovanni Tagliapietra y viaja con sus hijos a Alemania. Fue en este lugar donde se consagró como concertista de fama internacional. En 1892 contrae matrimonio con el famoso pianista Eugen d'Albert, de quien tiene dos hijas, Eugenia y Hertha. En 1895 se separa de d'Albert, y en 1902 se casa con Arturo Tagliapietra, hermano de su segundo esposo, Giovanni.

### Pianista
Por muchos años, en efecto, Carreño había planeado regresar a Europa y establecerse como una pianista virtuosa. El 18 de noviembre de 1889, debutó con
la Filarmónica de Berlín, dirigida por Gustav F. Kogel en la Singakademie, obteniendo un rutilante éxito. A partir de este momento eligió como su representante a Hermann Wolff Concert Bureau Archivado el 3 de enero de 2023 en Wayback Machine., transformándose en una importante referencia musical en Alemania y multiplicando sus conciertos en Berlín y en otras importantes ciudades alemanas. Realiza, a la vez, frecuentes giras como concertista por las principales capitales europeas, donde sus presentaciones son aclamadas por el público y la crítica, siendo bautizada como la "walquiria del piano". 
Siguiendo su éxito europeo, Carreño regresa a Estados Unidos en 1897 donde es recibida con inmensa expectativa. Su presentación en el Carnegie Hall de Nueva York, bajo la batuta de Anton Seidl fue unánimente bien recibida. A partir de ese momento comienza a presentarse con frecuencia en Nueva York y en otras ciudades de Estados Unidos, bajo la batuta de algunos de los más importantes conductores de orquesta de la época. Entre ellos cabría citar a Edvard Grieg, Gustav Mahler, Wilhelm Gericke, Hans von Bülow y Henry Wood. Los compositores más frecuentes en su repertorio eran Chopin, Liszt, Chaikovski, Grieg, MacDowell, Schumann, Rubinstein, Beethoven, Schubert, Mendelssohn, Weber, así como ocasionalmente ella misma. En 1916 es invitada por segunda vez a dar un recital de piano en la Casa Blanca en Washington, esta vez por el presidente Woodrow Wilson. 

### Últimos años

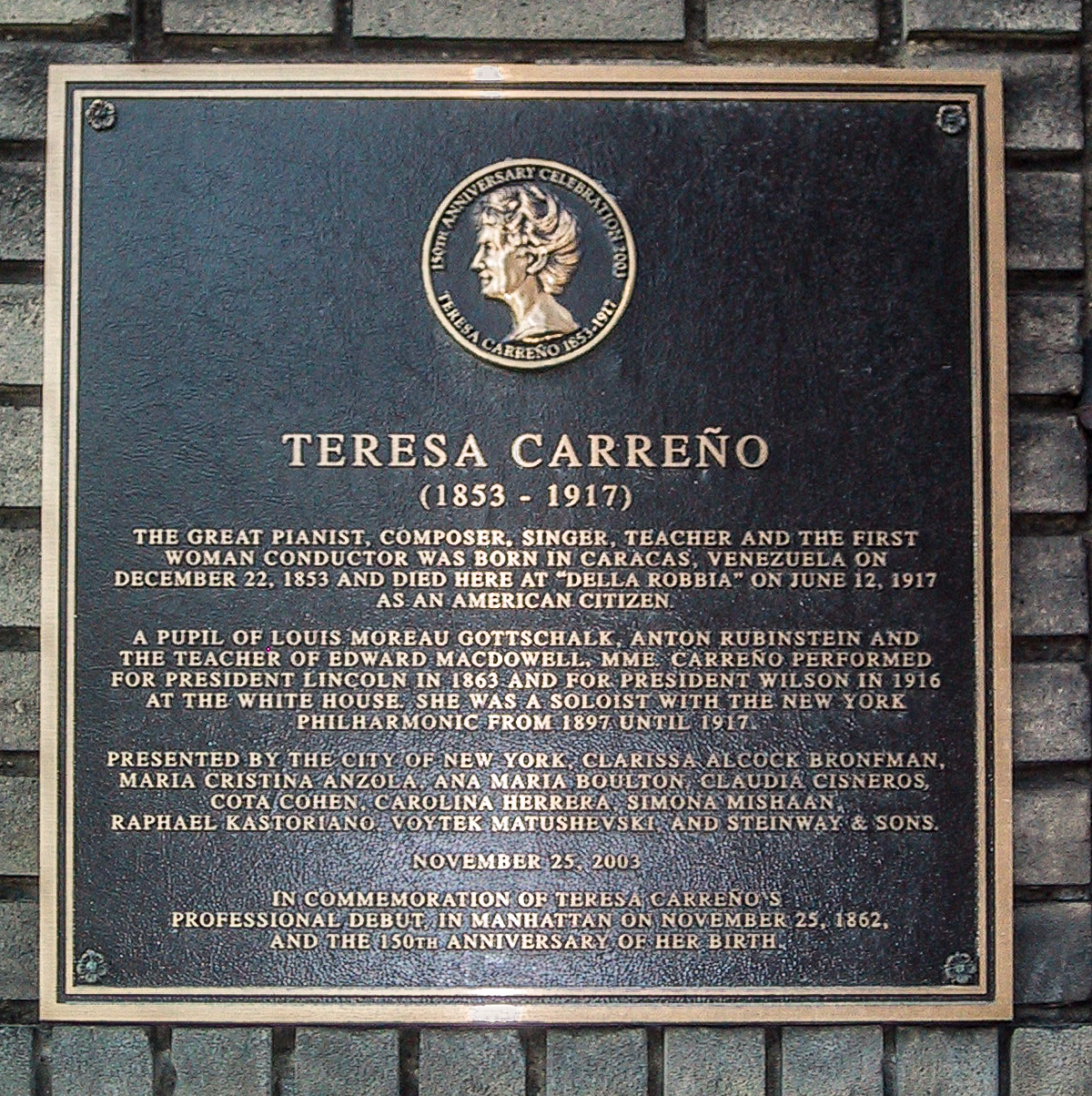
Placa conmemorativa a Teresa Carreño en el lugar de su muerte.

En 1917, poco antes de su muerte, prepara una gira por Sudamérica y antes de iniciar el recorrido sale para Cuba, donde, luego de un exitoso concierto con la Filarmónica de La Habana, sufre serios quebrantos de salud por lo que su médico le aconseja que cancele su compromiso artístico y retorne a Nueva York. Allí le diagnostican parálisis parcial del nervio óptico, que amenaza con extenderse al cerebro. Le prescriben un reposo absoluto y una dieta. Pero a pesar de haber tomado las precauciones pertinentes, Teresa Carreño fallece el 12 de junio de 1917 en su apartamento de la Residencia Della Robbia, en el 740 de la West End Avenue, en Manhattan, donde en 2003 se develó una placa conmemorativa en su nombre.
Durante el funeral, celebrado dos días después, Louis Kaufman Anspacher, por entonces decano de la Universidad de Columbia, pronunció un discurso en honor a la artista. Durante el sepelio fueron interpretadas obras de Fanny Mendelssohn tales como Mi Dios, acércate a él, Dios secará las lágrimas de mis ojos y ¡Oh!, descansa en Dios.
El ataúd fue llevado en andas por sus colegas Ignacy Jan Paderewski, Mischa Elman, Albert Spalding, Charles Steinway, Ernest Hutcheson, Walter Damrosch, Walter Rothwell, Josef Stránský y Franz Kneisel. Más tarde, sus restos fueron incinerados, de acuerdo a su última voluntad. Sus cenizas fueron llevadas a Venezuela en 1938 y desde el 9 de diciembre de 1977 reposan en el Panteón Nacional. Cuando sus cenizas llegaron al puerto de La Guaira en el vapor Santa Paula el Correo de Venezuela decidió emitir una estampilla en su honor, pasando a ser así la primera persona de sexo femenino en tener su imagen grabada en una estampilla venezolana.

### Legado

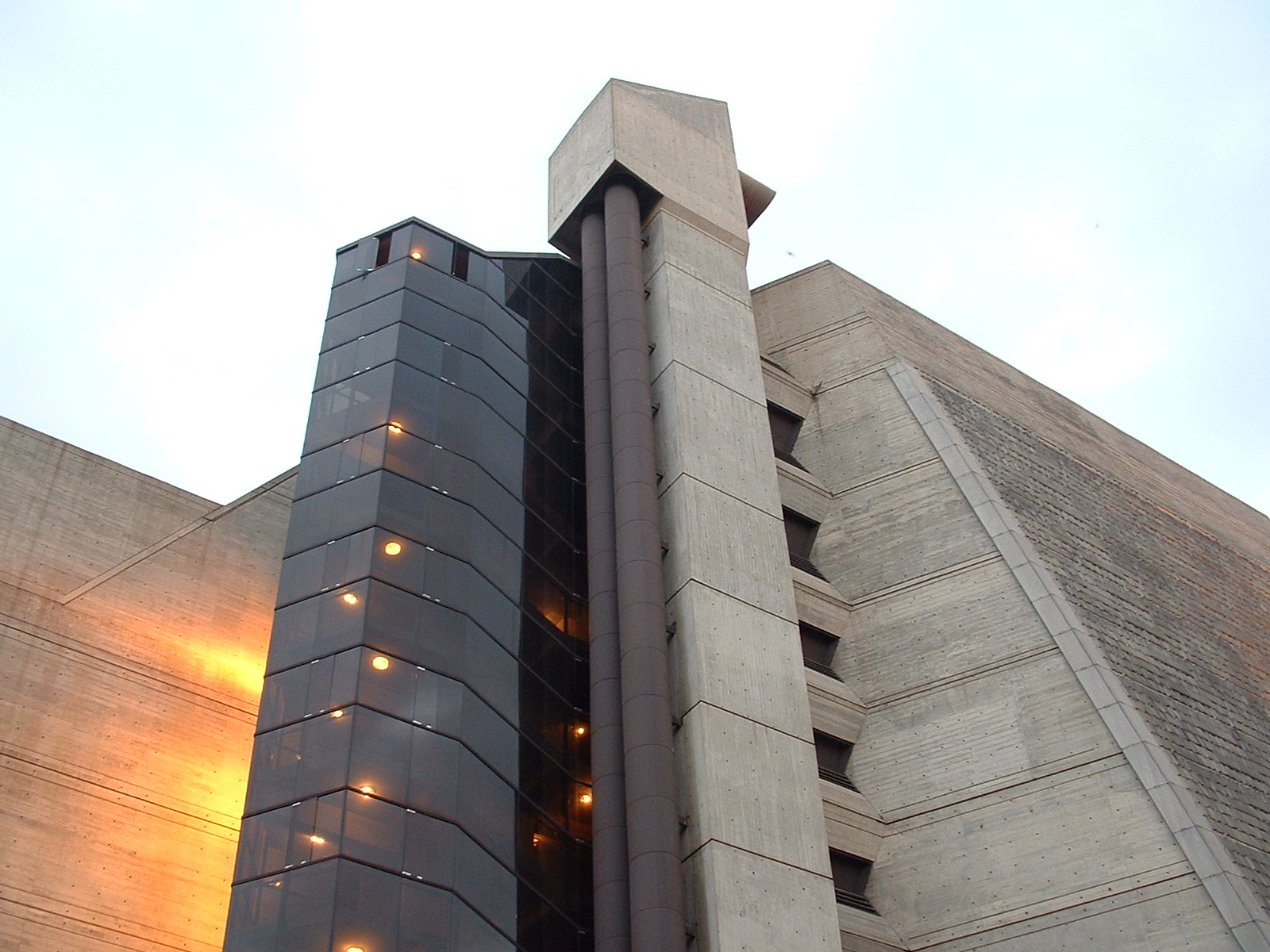
Teatro Teresa Carreño (Caracas).

A lo largo de su más de medio siglo de vida artística se presentó en los mejores teatros de ciudades como Nueva York, París, Berlín, Londres o Milán, además de muchas otras ciudades de Europa, América, África y Australia. Se puede afirmar que Teresa Carreño desempeñó una importante labor como pianista, cantante de ópera, empresaria artística y consejera y maestra de generaciones de artistas de su tiempo. Teresa Carreño señalaba que la cultura general de un artista era indispensable para la proyección específica de su arte particular. Por ello se complacía en señalar en sus clases la importancia de la simple observación de la naturaleza, del estudio de los seres humanos como mujeres y hombres, como creadores, del conocimiento de la arquitectura, de la narrativa y de la poesía. En cuanto al piano en sí mismo, como instrumento físico de apoyo, conocía las cualidades técnicas y sensitivas del ejecutante. En su honor, el principal complejo cultural de Caracas, inaugurado en 1983, lleva su nombre (Teatro Teresa Carreño), así como una plaza en el parque El Calvario, dos calles, un colegio y una orquesta sinfónica juvenil de El Sistema.

## Obra
Entre las piezas más conocidas compuestas por la pianista, se encuentran:
Obras para piano
- Valse Gottschalk, Op. 1
- Caprice-Polka, Op. 2
- Corbeille des fleurs, Valse, Op. 9
- Marcha fúnebre, Op. 11
- La oración, Op. 12, compuesta a causa de la muerte de su madre.
- Polka de Concert, Op. 13
- Fantaisie sur Norma, Op. 14
- Ballade, Op. 15
- Plainte, première élégie, Op. 17
- Partie, deuxième élégie, Op. 18
- Élégie, Op. 20, Plaintes au bord d'une tombe
- Élégie, Op. 21, Plaintes au bord d'une tombe
- Fantaisie sur L'Africaine, Op. 24
- Le Printemps, Op. 25
- Un Bal en Rêve, Op. 26
- Une Revue à Prague, Op. 27
- Un rêve en mer, Méditation, Op. 28
- Six Études de Concert, Op. 29
- Mazurka de salon, Op. 30
- Scherzo-Caprice, Op. 31
- Deux Esquisses Italiennes Op. 33
  - Venise, Nr. 1
  - Florence, Nr. 2
- Intermezzo Scherzoso, Op. 34
- Le Sommeil de l'enfant, Berceuse, Op. 35[7]
- Scherzino, Op. 36
- Highland (Souvenir de l'Écosse), Op. 38
- La fausse note, Fantaisie-Valse, Op. 39
- Staccato-Capriccietto Op. 40
- Marche funèbre (1866)
- Petite Valse (Teresita), (1898)
- Saludo a Caracas (1885)
- Vals Gayo

Obras para coro y orquesta
- Himno a Bolívar (1883 o 1885)
- Himno a El Ilustre Americano (1886), dedicada al gobernante venezolano Antonio Guzmán Blanco, conocido por este apodo.

Otras
- Sérénade pour cordes (1895)
- Quartette à cordes pour 2 violons, viole et violoncelle, en si mineur (1896)
- Danza venezolana (1899)

## Grabaciones
En los últimos años de vida de la pianista, la industria de la grabación musical estaba en sus inicios y el soporte en base al disco había desplazado totalmente la grabación sobre rodillo, desarrollada por Thomas Alva Edison en 1877. Sin embargo, la tecnología de grabación mecánico-acústica que estaba en vigencia tenía serias limitaciones técnicas, por lo que la artista consideró que ese método no era el mejor para registrar sus ejecuciones. Por ello, nunca firmó contrato con compañías discográficas, sino con compañías editoras de rollos para pianola como "Welte-Mignon" y "Duo-Art". Para la primera de estas empresas, grabó 18 temas el día 2 de abril de 1905 y para la otra, durante el año 1914. Del catálogo de ambas empresas se han extraído los datos de la tabla que sigue, en la cual están reflejadas estas grabaciones:
| Número de catálogo | Obra                                                                        | Autor(es)                    | Empresa      |
| ------------------ | --------------------------------------------------------------------------- | ---------------------------- | ------------ |
| 360                | Soireés de Viennes (Vienna Evenings) n.º 6, a                               | Franz Schubert y Franz Liszt | Welte-Mignon |
| 361                | Fantasia, Opus 17, C, Primer movimiento                                     | Robert Schumann              | Welte-Mignon |
| 362                | Fantasia, Opus 17, C, Segundo movimiento                                    | Robert Schumann              | Welte-Mignon |
| 363                | Fantasia, Opus 17, C, Tercer movimiento                                     | Robert Schumann              | Welte-Mignon |
| 364                | Nocturne, Opus 37, n.º 2, G                                                 | Frédéric Chopin              | Welte-Mignon |
| 365                | Hungarian Rhapsody n.º 6, Db                                                | Franz Liszt                  | Welte-Mignon |
| 366                | Nocturne, Opus 48, n.º 1, c                                                 | Frédéric Chopin              | Welte-Mignon |
| 367                | Ballade n.º 1, Opus 23, g                                                   | Frédéric Chopin              | Welte-Mignon |
| 368                | Sonetto 47 del Petrarca, Db (Années de Pèlerinage - 2nd Yr. Italy, #4)      | Franz Liszt                  | Welte-Mignon |
| 369                | Ballade n.º 3, Opus 47, Ab                                                  | Frédéric Chopin              | Welte-Mignon |
| 370                | By the Seashore, Concert Etude, Opus 17                                     | Bedřich Smetana              | Welte-Mignon |
| 371                | Mi Teresita D                                                               | Teresa Carreño               | Welte-Mignon |
| 372                | Piano Sonata, Opus 53, C “Waldstein”, Primer movimiento                     | Ludwig van Beethoven         | Welte-Mignon |
| 373                | Piano Sonata, Opus 53, C “Waldstein”, Segundo y Tercer movimiento           | Ludwig van Beethoven         | Welte-Mignon |
| 5601               | Polonaise, Opus 53, Ab “Heroic”                                             | Frédéric Chopin              | Duo-Art      |
| 5602               | Piano Sonata, Opus 27, n.º 2, c# “Moonlight” (Primer y Segundo movimientos) | Ludwig van Beethoven         | Duo-Art      |
| 5603               | Piano Sonata, Opus 27, n.º 2, c# “Moonlight” (Tercer movimiento)            | Ludwig van Beethoven         | Duo-Art      |
| 5609               | Hexentanz (Witches’ Dance) Opus 17, n.º 2                                   | Edward MacDowell             | Duo-Art      |
| 5615               | Etude de Concert, Opus 36, F#                                               | Edward MacDowell             | Duo-Art      |
| 5645               | Barcarolle n.º 4, G                                                         | Arthur Rubinstein            | Duo-Art      |
| 5707               | Mi Teresita                                                                 | Teresa Carreño               | Duo-Art      |
| 6020               | Harmonious Blacksmith - Air with Variations                                 | Georg Friedrich Händel       | Duo-Art      |

## Proyecto Pianola
El 13 de septiembre de 2002 se anunció el «Proyecto Pianola», mediante el cual se recuperarían en formato digital los escasos rollos de papel grabados por Teresa Carreño para la empresa «Duo-Art», que según la artista tenían una calidad sonora superior a los rodillos metálicos del formato Edison. Gustavo Colmenares, experto en Ciencias de la Computación de la Universidad Central de Venezuela, ideó este proyecto con asistencia de los profesores de esta casa de estudios, Rina Surós y René Escalante, y en la parte musicológica, asesorado por el pianista venezolano Juan Francisco Sans. El proyecto consistió en investigar lo relativo a las ejecuciones y composiciones de Carreño, para proceder luego a recuperar los pocos ejemplares de sus ejecuciones grabadas en rollos de pianola, que fueron digitalizados en un equipo diseñado por Gustavo Colmenares. Colmenares y Surós descubrieron que cada fabricante de pianolas poseía sus propias normas de codificación mecánica para grabar o perforar rollos, por lo que existieron problemas de compatibilidad con todas las pianolas existentes en la época. Esta dificultad planteó la elaboración de un software que permitiera convertir las perforaciones correspondientes a las notas y las pisadas del pedal del piano de grabación, en información bajo el formato MIDI. El siguiente paso fue el de usar el equipo Disklavier, fabricado por la empresa japonesa Yamaha Corporation, para ejecutar en un piano acústico moderno la información, previamente procesada en un disquete. Posteriormente, en un estudio de grabación se procesó la información en formato MIDI para editar un disco compacto en el año 2003.